# David Gilmour Live 1984
A David Gilmour Live 1984 egy koncertfelvétel David Gilmour About Face lemezének európai turnéjáról VHS kiadásban. A felvételek a The Hammersmith Odeon-ban készültek Londonban 1984 áprilisában.
A turné során készült egy Beyond The Floyd című dokumentumfilm is, rajta a turnébuszon, illetve hotelszobákban készült interjúkkal. A felvétel tartalma néhány promóciós videó, európai koncertfelvételek és hangpróbák. Európában nem került forgalomba a videó és már nem is forgalmazzák, mivel nem volt nagy érdeklődés a felvétel iránt. Viszont magát a koncertfelvételt kiadta Crime Crow Productions DVD-n, minden egyéb olyan extra nélkül, ami a VHS-en rajta volt.

## Számok
1. Until We Sleep (David Gilmour)
2. All Lovers Are Deranged (Gilmour, Pete Townshend)
3. There's No Way Out Of Here (Gilmour, Ken Baker)
4. Short And Sweet (Gilmour, Roy Harper)
5. Run Like Hell (Gilmour, Roger Waters)
6. Out Of The Blue (Gilmour)
7. Blue Light (Gilmour)
8. Murder (Gilmour)
9. Comfortably Numb (Gilmour, Waters)

Videók
1. Blue Light
2. All Lovers Are Deranged

## Közreműködők
- David Gilmour - gitár, ének
- Mick Ralphs - gitár, ének
- Mickey Feat - basszusgitár, ének
- Raff Ravenscroft - szaxofon, billentyűs hangszerek, ütőhangszerek
- Gregg Dechart - billentyűs hangszerek, ének
- Chris Slade - dob, ütőhangszerek
- Jody Linscott - ütőhangszerek
- Roy Harper - ének a Short And Sweet-nél és ütőhangszerek a Comfortably Numb-nál
- Nick Mason - dob a Comfortably Numb-nál

## Külső hivatkozások
- Hivatalos oldal (angolul)
- Hivatalos blog (angolul)